# Chagrin
Chagrin, eller chagräng (av franskan, uttalas [ʃagrɛ̃]; troligen från turkiska sagri, "hästrygg") är ursprungligen benämning på ett från Orienten erhållet, logarvat, färgat läder från åsna eller häst, vilket genom pressning erhållit en vacker, något ojämn narvsida. 
Chagrin imiteras sedan lång tid i bland annat Europa, oftast av getskinn. "Chagrin" benämns även hajskinn med små, tätt sittande knölar. 
Chagrin kan även betyda "sorg, grämelse, harm". Att chagrinera (franska: chagriner) är att ge någonting (läder, papper och så vidare) utseende av chagrin; bedröva, gräma, såra.